# Улица Кропивницкого (Кривой Рог)

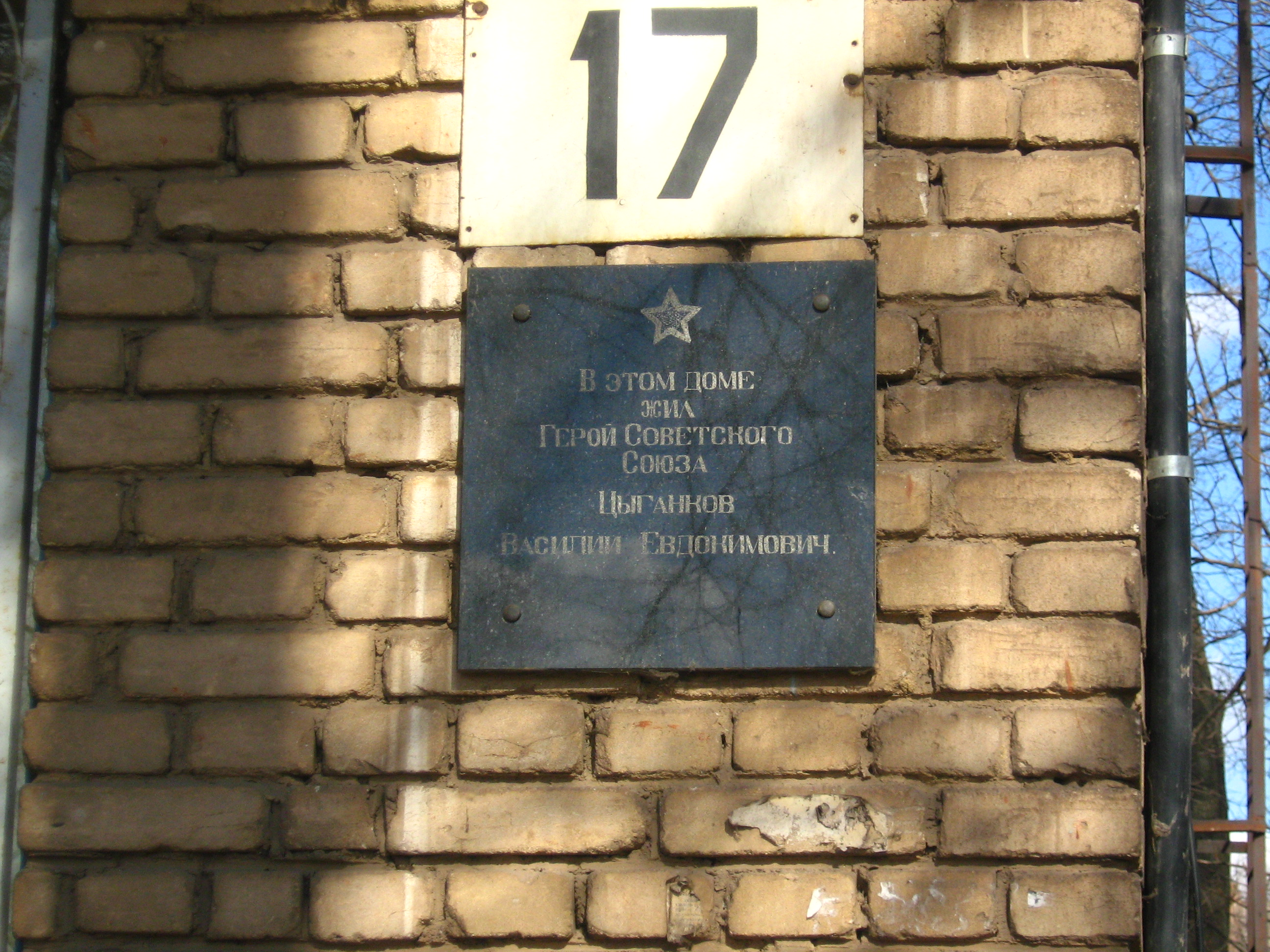
Памятная плита на доме № 17 по улице Кропивницкого (Кривой Рог)

Улица Кропивницкого — улица в Покровском районе города Кривой Рог Днепропетровской области.

## История
Начало формирования пришлось на 1930-е годы, развитие получила в 1950—1970-е годы.
В 1958 году на фасаде дома № 25 установлена аннотационная доска.
В 1970-х годах была реконструирована.

## Характеристика
Улица в Покровском районе города. Берёт своё начало от Конституционной улицы и тянется параллельно улице Ватутина, поворачивая на 129-м квартале и заканчиваясь на Рыбасово.
Двухсторонняя двухполосная асфальтированная улица. Общая длина составляет 9 км, ширина — 11 м.
На улице размещено 63 многоквартирных дома. Всего в пределах улицы проживает 7900 человек. Имеет зелёные насаждения.
В доме № 17 жил Герой Советского Союза Василий Цыганков.

## Транспорт
Является важной транспортной магистралью района — по улице ходят троллейбусы.